# Gianni Davito
Gianni Davito (* 19. August 1957) ist ein ehemaliger italienischer Hochspringer.
Bei den Leichtathletik-Halleneuropameisterschaften 1977 in San Sebastián wurde er Achter. 1983 schied er bei den Leichtathletik-Weltmeisterschaften in Helsinki in der Qualifikation aus.
Zweimal (1983, 1986) wurde er italienischer Meister im Freien und viermal (1984, 1986, 1990, 1991) in der Halle.

## Persönliche Bestleistungen
- Hochsprung: 2,27 m, 19. Juli 1983, Rom
  - Halle: 2,27 m, 6. Februar 1982, Paris